# Port de Caldes
El Port de Caldes és una collada que es troba en límit dels termes municipals de la Vall de Boí (Alta Ribagorça) i de Naut Aran (Vall d'Aran), situada en el límit del Parc Nacional d'Aigüestortes i Estany de Sant Maurici i la seva zona perifèrica.

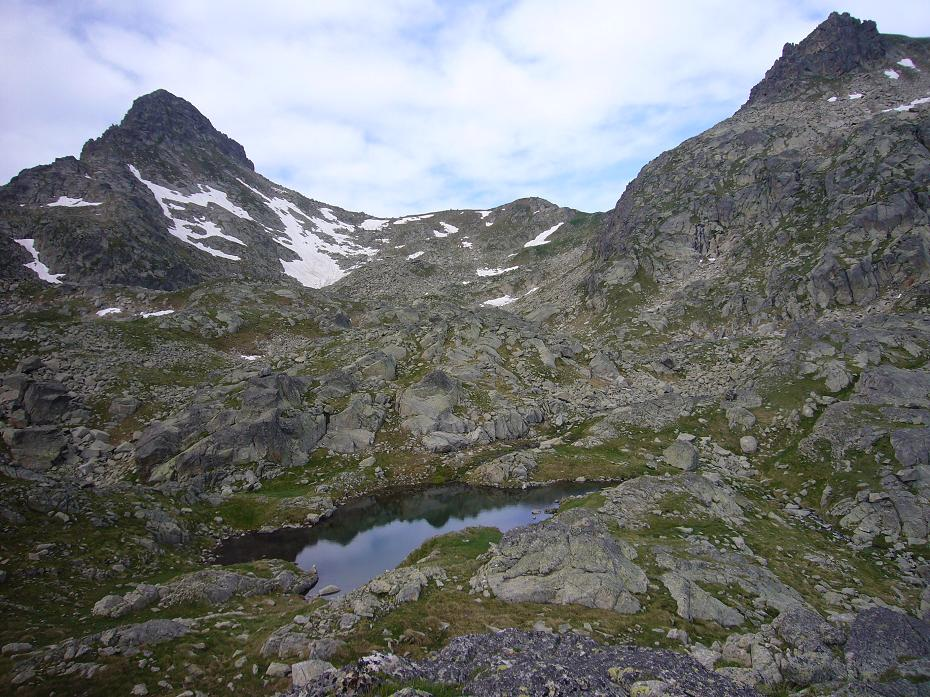
D'esquerra a dreta: Tuc deth Pòrt, Port de Caldes i Tuc deth Cap deth Pòrt, vistos des de Colomèrs

El coll està situat a 2.567,0 metres d'altitud, entre el Tuc deth Cap deth Pòrt de Caldes (N) i el Tuc deth Pòrt (S), en la carena que separa l'occidental Capçalera de Caldes de l'oriental Circ de Colomèrs. Calen destacar, al voltant seu, l'Estany del Port de Caldes a l'oest-nord-oest i el Lac deth Pòrt de Caldes a l'est.

## Rutes
Destaquen tres camins per arribar al port:
- Des del Refugi Joan Ventosa i Calvell, per qualsevol de les seves variants:
  - Per la riba oriental de l'Estany de Travessani i Estany Clot.
  - Per la riba oriental de l'Estany de Travessani, Estany Clot i des del sud de l'Estany de Mangades.
  - Per la riba occidental de l'Estany de Travessani i des del sud de l'Estany de Mangades.
- Des del Refugi de Colomèrs coincidint amb el GR 11.18 i amb un tram de l'etapa de la travessa Carros de Foc que uneix aquest amb el Refugi de la Restanca.
- Des del Coret de Oelhacrestada pel sud de l'Estany del Port de Caldes, coincidint amb el GR 11.18 i amb un tram de l'etapa de la travessa Carros de Foc que uneix els refugis de la Restanca i de Colomèrs.